# 物理治療

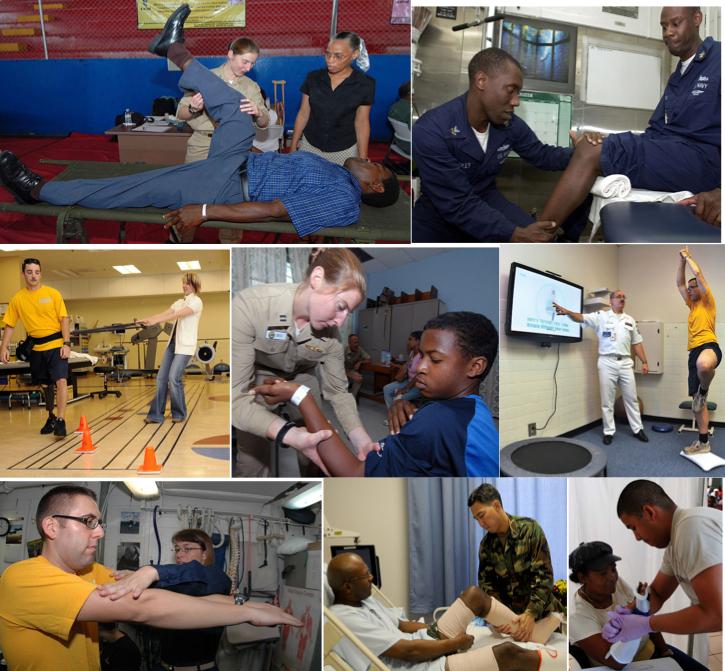
物理治療

物理治療（英語：physical therapy，或作；簡稱PT、Physio），是以一種預防、治療及處理因疾病或傷害所帶來的動作以及疼痛問題的治療專業，實證醫學之非藥物以及非侵入性治療。英語中的「physical」是「身體、肉體」的意思，也有「按自然法則」以及「物理」的意思，所以在中文裡雖然被翻譯稱作「物理」治療，但其實這是囊括整個人體的治療及處置的治療專業，不僅止於物理因子（physical agent）的治療而已。
執行這個專業的從業人員稱為物理治療師（physical therapist），或作。另外，也有物理治療助理或物理治療生（physiotherapist assistant，簡稱PTA），他們會在治療師的監督下，提供物理治療業務。

## 發展起源
- 西元前460年，希波克拉底（Hippocrates）曾記載著按摩
- 1600年代，電療（electrotherapy）開始發展
- 1800年代早期，承認按摩（massage）是一種科學的方法
- 許多近代的物理治療技術起源於歐洲，特別是英國與法國

## 治療方式
物理治療師會依據對服務對象的評估，藉由給予患者特別設計的特殊運動之運動療法、施行徒手治療、關節鬆動術、物理因子治療及其他物理治療方法，針對人體局部或全身性的功能障礙或病變，施予適當的處理患者身體不適和病痛治療方式，使儘可能地恢復其原有的生理功能，進而提升其生活品質。

### 儀器治療（Modality Therapy）
泛指利用儀器產生物理性質的因子（Physical agent），以達成治療目的的治療方式。
- 聲療（治療性超聲波）、震波
- 光療（紅外線光療、紫外線光療、低能量雷射刺激）
- 水療（對比浴、旋渦浴、水療運動等）
- 電療
  - 直流電療：離子導入法等
  - 低頻電療：包括經皮電刺激（TENS）、間動電療等
  - 中頻電療：即干擾波治療（IFC）
  - 高頻電療或透熱療法：包括短波熱療和微波熱療和磁療等
- 冷療（冰敷、冰按摩、即冷噴霧等）
- 熱療（熱敷、蠟療、透熱療法等）
- 力（牽引力、壓力、衝擊力、摩擦力等）

### 徒手治療（Manual Therapy）
- 被動關節運動（Passive Range of Motion Exercise，PROM exercise）
- 神經肌肉本體誘發術（Proprioceptive Neuromuscular Facilitation，PNF）
- 關節鬆動術（Joint Mobilization）
- 關節矯正術（Joint Manipulation）
- 關節動態鬆動術（Mobilization with Movement，MWM）
- 軟組織按摩術（Soft Tissue Massage）
- 軟組織鬆動術（Soft Tissue Mobilization）
- 肌筋膜鬆動術（Myofascia Release）：包含激痛點放鬆（Trigger Points Release）
- 內臟筋膜鬆動術（Visceral Manipulation，VM）
- 顱薦椎治療術（Craniosacral Therapy, CST）
- 反形變運動（又譯為拮抗鬆弛術，Strain Counterstrain, SCS)
- 肌肉能量技術（Muscle Energy Technique）
- 神經動態技術（Neurodynamic Technique）
- 貼紮（Taping）：含運動貼紮及肌內效貼紮（Kinesio Taping）等等

### 運動治療（Movement Therapy）
- 玻巴斯方法（Bobath concept）：也稱為神經發展治療法（Neuro-Development Treatment，NDT）
- 布朗斯壯方法（Brunnstrom Method）：常用於中風患者病情評估與治療擬定
- 主動關節運動（Active Range of Motion Exercise，AROM exercise）
- 增強運動（Strengthening Exercise）：包含阻力運動（Resistive Exercise)、彈跳訓練（Plyometric Training）
- 穩定運動（Stabilization Exercise）
- 伸展運動（Stretching Exercise）
- 水中運動治療（Aquatic Therapy）
- 本體感覺訓練（Proprioceptive Training）
- 行走訓練（Ambulation Training）

### 輔助科技（Assistive Technology）
泛指運用科技的方法，或研發科技的裝置，協助身心障礙者，重建或替代他們的某些能力或身體機能，改善他們的生活品質。詳見輔助科技。
- 輔具評估
- 虛擬實境（Visual Reality）
- 生物回饋訊號（Bio-feedback）
- 3D列印技術（3D Printing）

## 治療目的

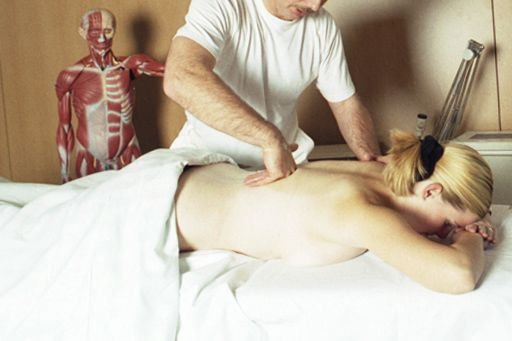
治療師正在進行徒手治療

物理治療並非只侷限於「治療」的領域上，但其實物理治療師的任務並不止於此；很多時也會為未患病者作出一些預防性的教育，特別在歐美等國家，治療師在這方面的作用更為明顯。
因此，物理治療師在面對不同的群體時，有著不同的治療目的，一般可歸納為預防性教育、治療和矯正、
教育和再訓練三種。
- 預防性教育：主要是針對普通市民，對一般無病症或有病症趨向的人士作出教育，糾正其錯誤的生活模式，防止疼痛及症狀的產生（如頸背腰痛的預防教育及老人運動等）。
- 治療和矯正：即一般人所認為的物理治療；是對已有疼痛、功能障礙及慢性病患者為對象，以儘量減輕其症狀的質和量為目標，並同時作出教育，防止症狀復發或惡化。其主要作用，大體有以下幾種：消炎、鎮痛、鬆解黏連、軟化瘢痕、刺激神經肌肉興奮；對神經系統障礙的人士可緩解其痙攣，並誘發病者作出運動功能；回復關節正常活動度、正常肌力和正常步態等。
- 教育和再訓練：主要是針對傷殘人士，當殘障無法恢復時，治療師藉著教導和訓練，使患者運用其剩餘的功能，在適當的輔具協助之下適應日常生活，讓患者重返社會。

## 臨床物理治療專科
在物理治療的過程中，物理治療師不只著眼於對痛症的控制，亦同時著重患者功能上的康復，針對病者日常生活習慣和工作的需要，作出教育及糾正，減少損害健康的危機，全面地為病者鋪設健康之路。在臺灣，物理治療主要分為四大專科：骨科、神經、心肺及兒童物理治療。而在美國，根據美國物理治療學會（American Physical Therapy Association, APTA）的制定，目前共計九大專科認證：

| 骨科物理治療 (Orthopaedics) - 關節炎（包括退化性關節炎及類風濕性關節炎） - 僵直性脊椎炎 - 骨裂、骨折或截肢 - 脊椎側彎 - 五十肩、網球肘、媽媽手、腕隧道症候群、椎間盤突出 - 軟組織損傷（肌肉、肌腱、韌帶） - 長期疼痛或動作失能問題（姿勢與身體能力失調所產生） - 一般運動傷害 - 各類骨科手術之術前與術後照護 - 燒燙傷之疤痕的處理及關節活動度的保持 神經物理治療 (Neurology) - 腦中風（大腦、小腦、腦幹） - 巴金森氏症（腦部病變） - 腦創傷 - 脊髓病變或脊髓損傷 - 周圍神經（如手外傷、兒童臂神經叢損傷等等）疾病或損傷等引起的肢體功能障礙 - 小腦及前庭系統疾患 心肺循環系統物理治療 (Cardiovascular & Pulmonary) - 胸腔、腹腔外科手術照護及功能訓練 - 先天性心臟疾病、心臟手術照護及功能訓練 - 先天性肺臟疾病、肺部手術照護及功能訓練 - 慢性阻塞性呼吸疾病 - 限制型呼吸疾病 - 肋膜炎、肺炎 - 心肌缺氧、梗塞、受損 - 心臟瓣膜脫垂、閉鎖不全 - 週邊動脈阻塞疾病 兒童物理治療 (Pediatrics) - 高風險早產新生兒 - 腦性麻痺 - 唐氏症 - 發展遲緩 - 發展性協調障礙 - 智能障礙、情緒障礙 - 泛自閉症 - 過動症合併注意力不集中 - 肌肉失養症、脊髓性肌肉萎縮症 - 各類先天性罕病 | 老人物理治療 (Geriatrics) - 衰弱老人照護 - 長期照顧及高齡醫學 - 跌倒防治與居家環境改造 運動競技物理治療 (Sports) - 運動競技場邊防護 - 運動員訓練與技能強化 - 運動傷害處置及術後功能復健 腫瘤物理治療 (Oncology) - 術後之淋巴水腫照護 - 癌症患者照護及功能訓練 - 安寧照護 婦女健康物理治療 (Women's Health) - 產前、產後疼痛治療 - 懷孕及妊娠期之照護 - 經期調整 臨床電生理物理治療 (Clinical Electrophysiology) - 神經肌肉電刺激 - 肌電圖評估 |

## 相關電視劇
- 2018年韓國tvN電視台《致忘了詩的你》：以物理治療師為主要角度切入的電視劇。

## 外部連結
- 物理治療數位博物館 （页面存档备份，存于）
- 社團法人臺灣物理治療學會 （页面存档备份，存于）
- 中華民國物理治療生公會全國聯合會 （页面存档备份，存于）
- 社團法人中華民國物理治療師公會全國聯合會 （页面存档备份，存于）
- 香港物理治療學會 （页面存档备份，存于）
- 香港物理治療師協會（页面存档备份，存于）
- 美國物理治療學會 （页面存档备份，存于）
- 加拿大物理治療學會 （页面存档备份，存于）
- 澳洲物理治療學會 （页面存档备份，存于）